# Khol (Trommel)

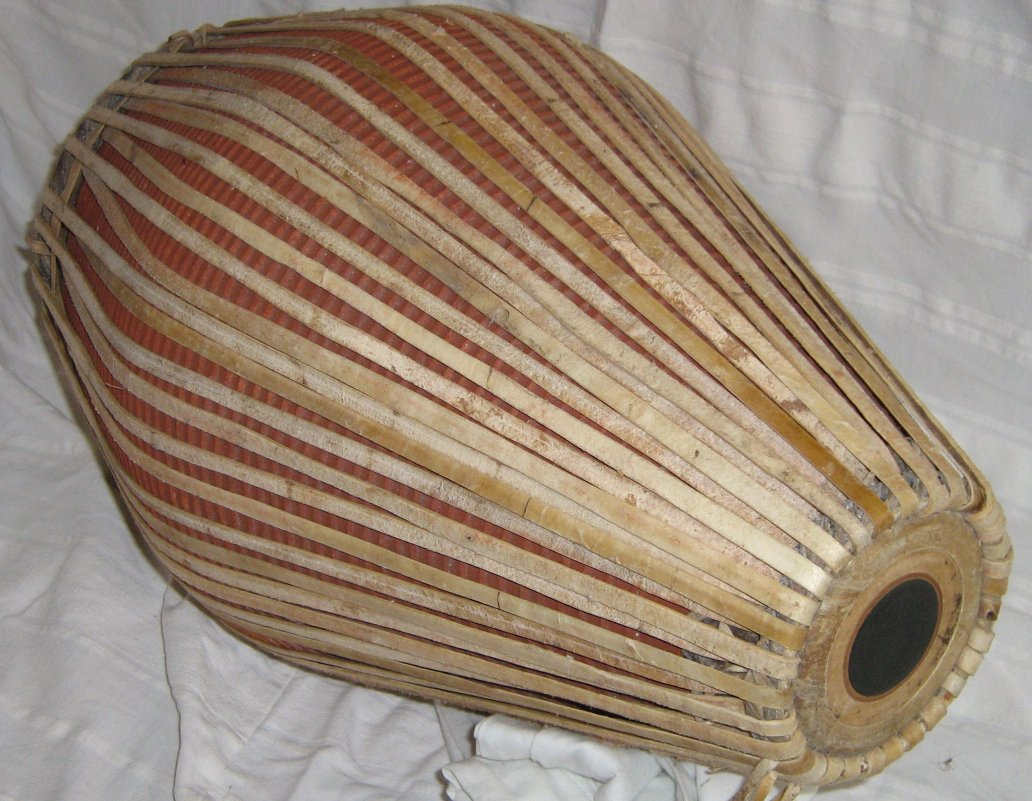
Hohes Fell einer khol

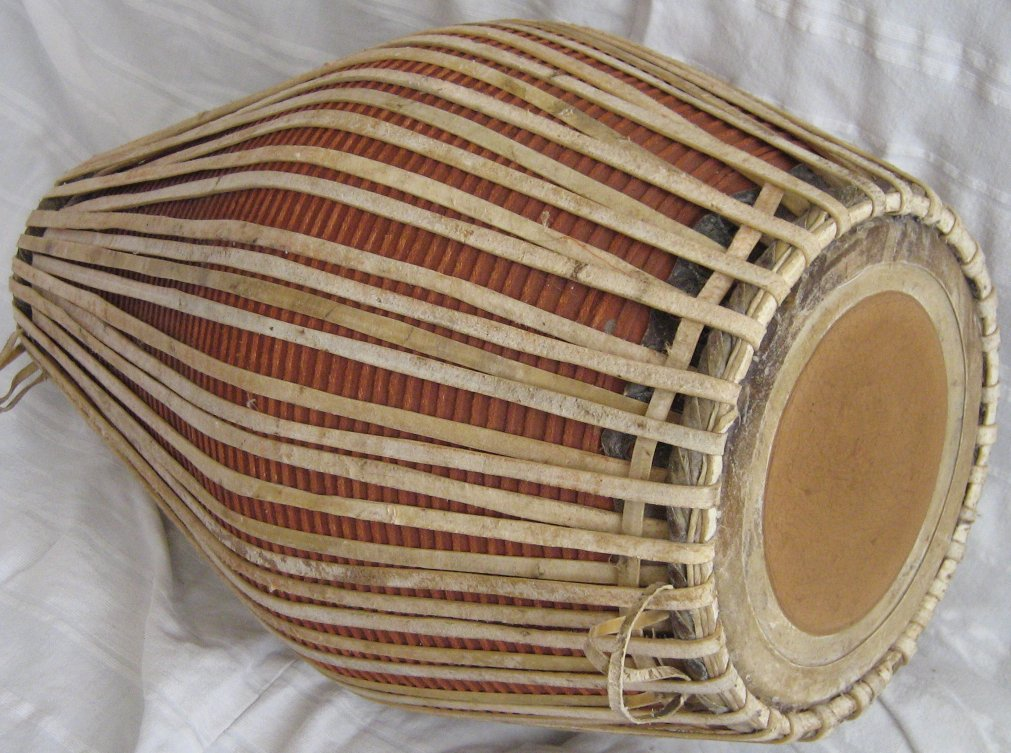
Bassfell desselben Instruments

Khol  ist eine zweifellige Doppelkonustrommel in Nord- und Ostindien. Die khol wird auch als mrdanga („Ton-Korpus“) bezeichnet, unterscheidet sich aber in der Bauform und Spielweise von der südindischen mridangam.
Ihr Verbreitungsschwerpunkt liegt in Bengalen, darüber hinaus wird sie in Assam und Orissa gespielt. Eine schlankere Bauform dieses Trommeltyps ist die pung in Manipur, ähnlich weit ausgebaucht sind die nordindische pakhawaj und die nepalesische pashchima.
Der etwa 54 Zentimeter lange Trommelkörper der khol besteht aus gebranntem Ton und hat die Form eines Doppelkegels. Darüber sind mit Lederschüren zwei unterschiedlich große Felle aus Rindshaut befestigt. Das hohe Fell (dahine) hat einen Durchmesser von ungefähr 9 cm, das Bassfell (bahine) von 20 cm. Die Felle sind zweilagig. Die untere Lage ist mit einer Stimmpaste versehen, das obere Fell ist bis auf einen Ring ausgeschnitten. Es gibt auch eine moderne Variante aus Fiberglas statt Ton. 
Die khol wird mit den Fingern beider Hände gespielt. Das Instrument hängt sich der Spieler meistens mit einem Riemen um den Hals oder legt es beim Spiel vor sich. Das tiefe Fell wird von einem Rechtshänder mit der linken Hand gespielt. Der Klang des hohen Fells ist hoch und durchdringend.
Die khol ist seit Jahrhunderten in Bengalen das Hauptinstrument zur Begleitung der religiösen Gesänge Kirtan und Bhajan und wird in der Volksmusik benutzt. 